# Diffalaba vitrea
Diffalaba vitrea is een slakkensoort uit de familie van de Litiopidae. De wetenschappelijke naam van de soort is voor het eerst geldig gepubliceerd in 1915 door G. B. Sowerby III.